# 텔레마코 시뇨리니
텔레마코 시뇨리니(이탈리아어: Telemaco Signorini, 1835년 8월 18일~1901년 2월 10일)는 이탈리아의 예술가 단체인 마키아이올리에 속한 이탈리아의 화가이다.

## 생애

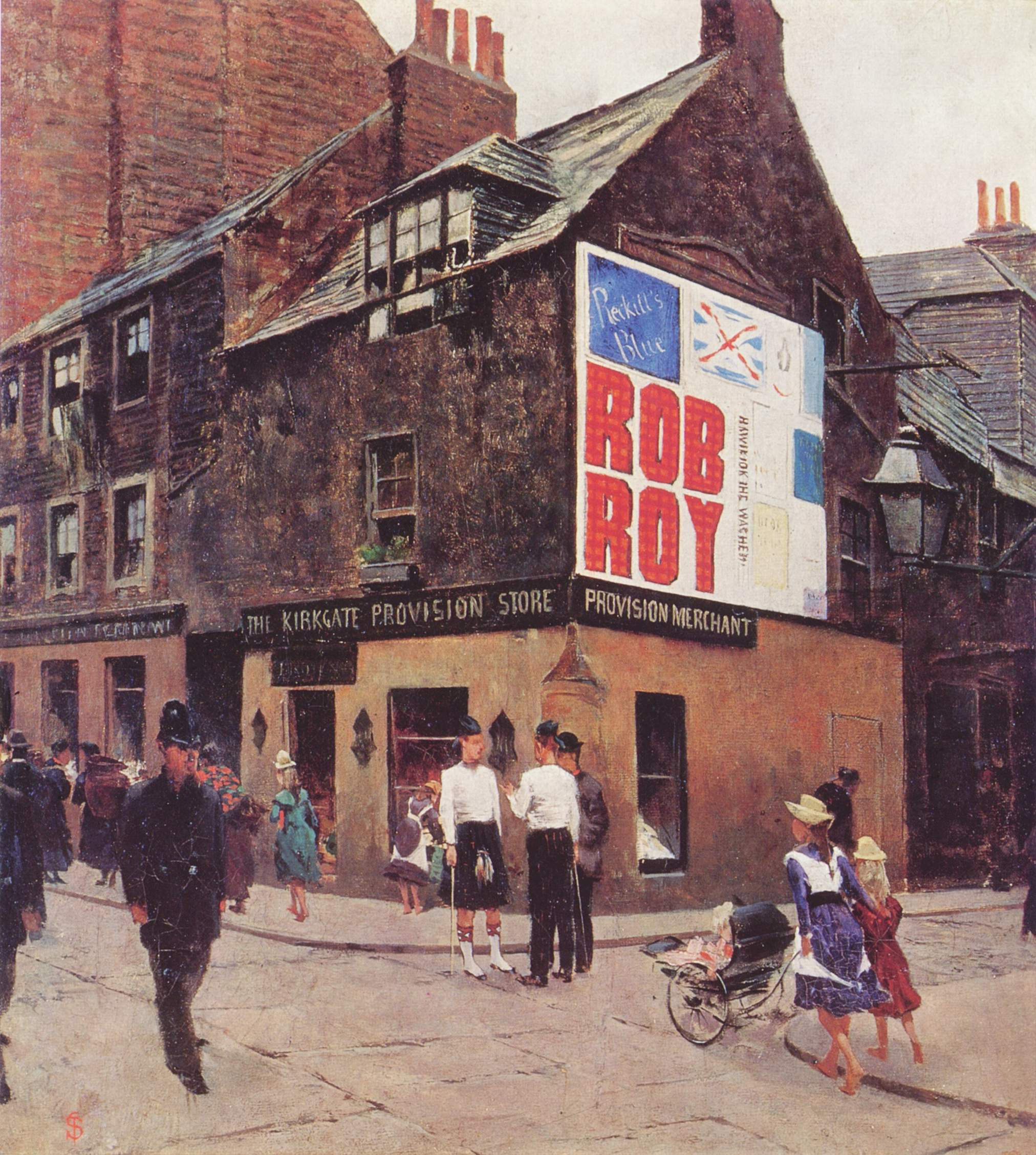
텔레마코 시뇨리니, 《리스》(Leith), 1881년, 갤러리 디 아르테 모데르나, 피렌체

그는 피렌체의 산타 크로체 성당 지구에서 태어났으며 일찍부터 문학 공부에 관심을 보였지만 토스카나 대공국의 궁정 화가였던 아버지 조반니 시뇨리니(Giovanni Signorini, 1808–1864)의 권유로 그림을 공부하기 시작했다. 1852년에 그는 피렌체 미술 아카데미에 등록했고, 1854년에는 야외에서 풍경화를 그렸다. 그 다음해에 그는 Società Promotrice delle Belle Arti에서 월터 스콧과 니콜로 마키아벨리의 작품에서 영감을 받은 그림을 처음으로 전시했다.
1855년에 그는 피렌체의 카페 미켈란졸로에 자주 드나들기 시작했고, 그곳에서 조반니 파토리, 실베스트로 레가, 사베리오 알타무라, 그리고 머지않아 마키아이올리라는 별명이 붙은 다른 여러 토스카나 예술가들을 만났다. 이탈리아의 미술 아카데미가 가르친 구식 관습에 불만을 품은 마키아이올리는 자연의 빛, 그늘, 색상을 포착하기 위해 야외 사생을 하기 시작했다. 그들은 1860년대부터 비슷한 목표를 추구했던 프랑스 인상주의의 선구자였다.
시뇨리니는 1859년 제2차 이탈리아 독립 전쟁에 자원 입대했고, 이후 1860년과 1861년에 군사 장면을 그려 전시했다. 그는 1861년에 처음으로 이탈리아 밖으로 떠나 파리로 여행했고, 그 후 수십 년 동안 자주 파리를 다시 방문했다. 그곳에서 그는 에드가 드가와 조반니 볼디니, 주세페 데 니티스, 페데리코 잔도메네기 등 드가의 주변에 있는 이탈리아 예술가들을 만났다. 그러나 그들과는 달리 시뇨리니는 이탈리아에 뿌리를 두고 있었다. 그는 마키아이올리의 주요 화가 중 한 사람이 되었을 뿐만 아니라, 그들을 대표하는 주요 논쟁가가 되었다. 미술사학자 줄리아노 마테우치(Giuliano Matteucci)는 "파토리와 레가를 마키아이올리의 주요 창작 인물로 본다면, 시뇨리니는 그들의 '기계 장치의 신'으로 인정해야 한다"고 썼으며, 그의 역할은 "촉매자이자 활기찬 교조주의자이며, 역사화와 학술적 초상화에서 벗어나 자연 경관에 대한 새로운 시적 해석으로 관심을 전환하는 데 있어서 시뇨리니의 역할은 마키아이올리 회화에 근본적인 영향을 미쳤다."고 설명했다.

## 작품

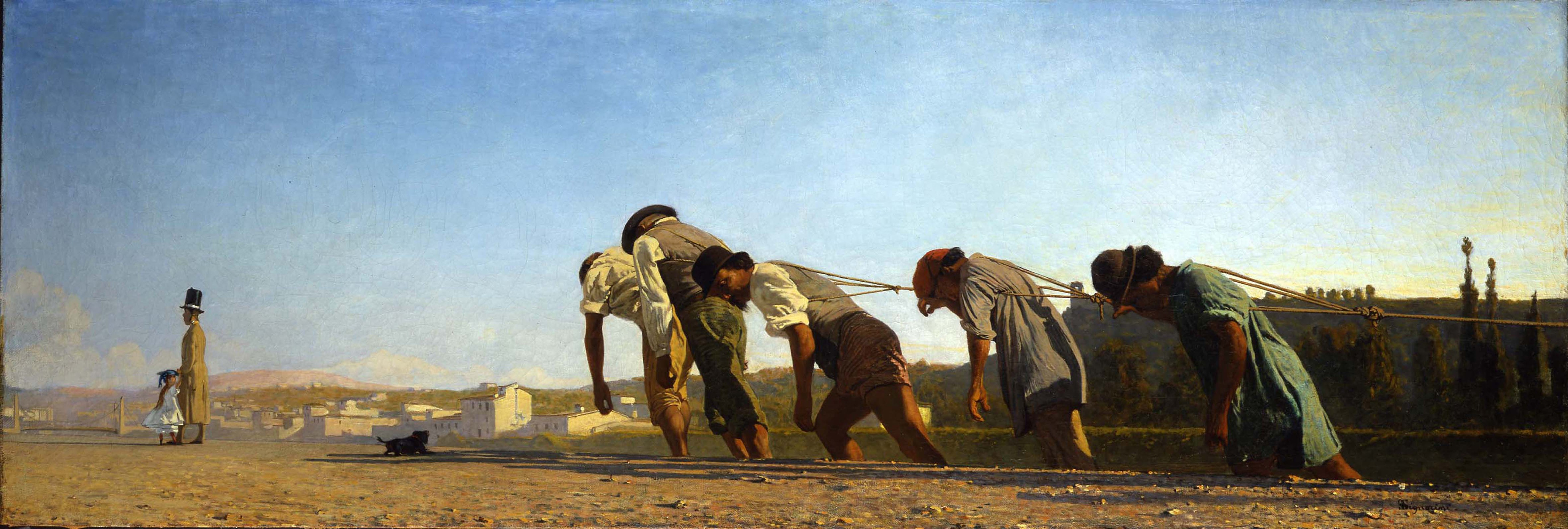
《예선로》(L'alzaia), 1864년
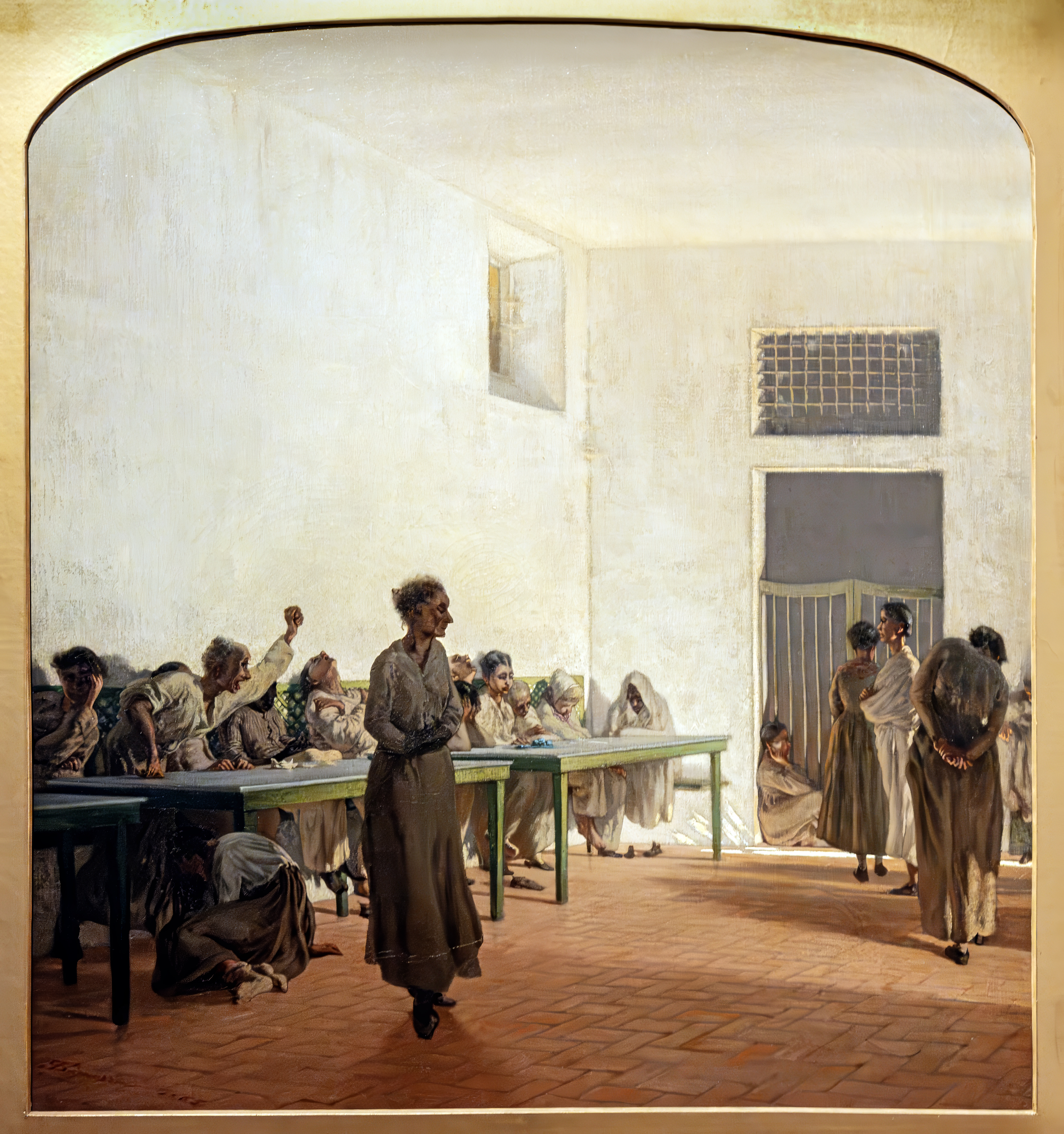
Ward of the Madwomen at S. Bonifazio, 1865년
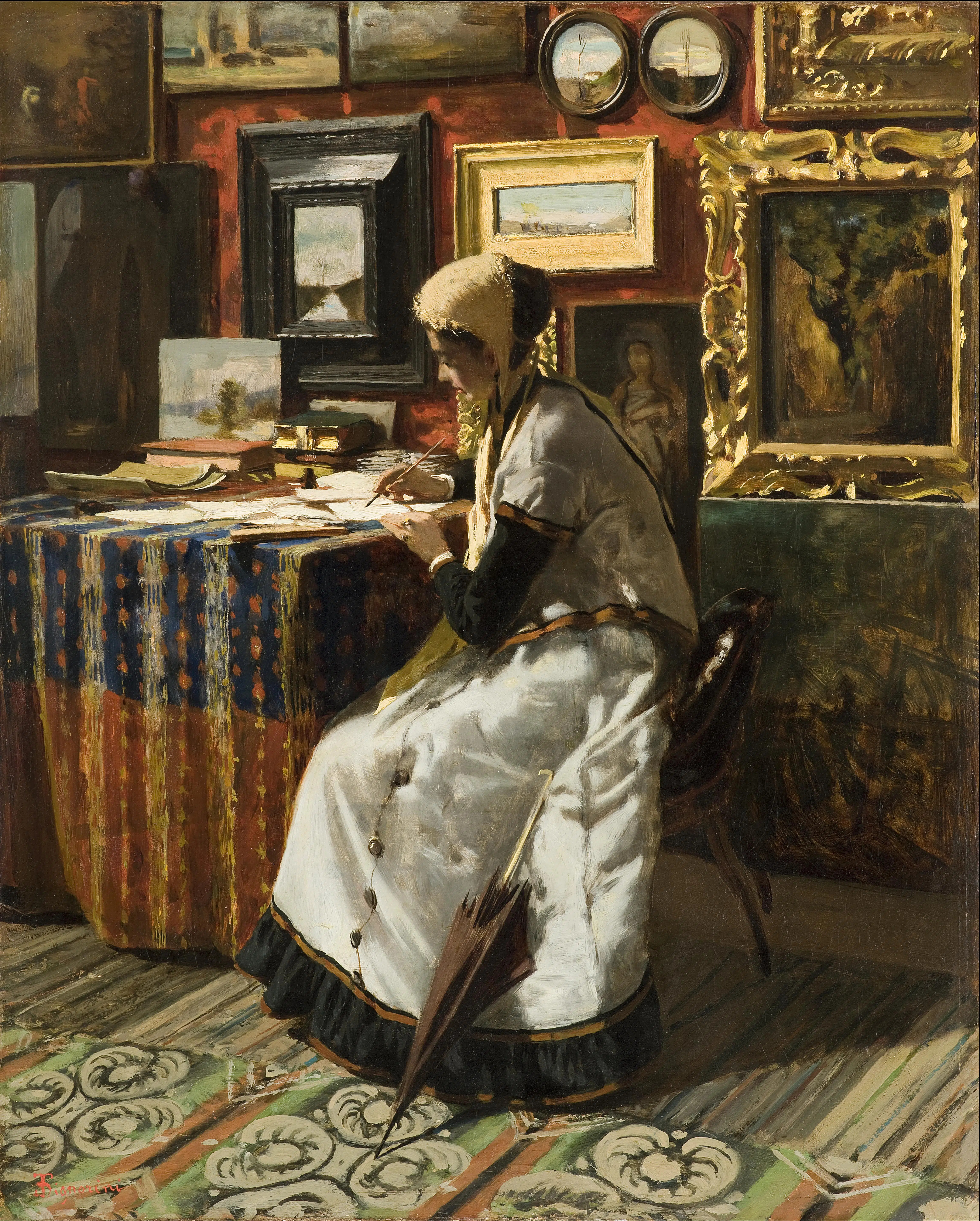
《기다릴 수 없습니다. 편지》(Non potendo aspettare. La lettera), 1867년
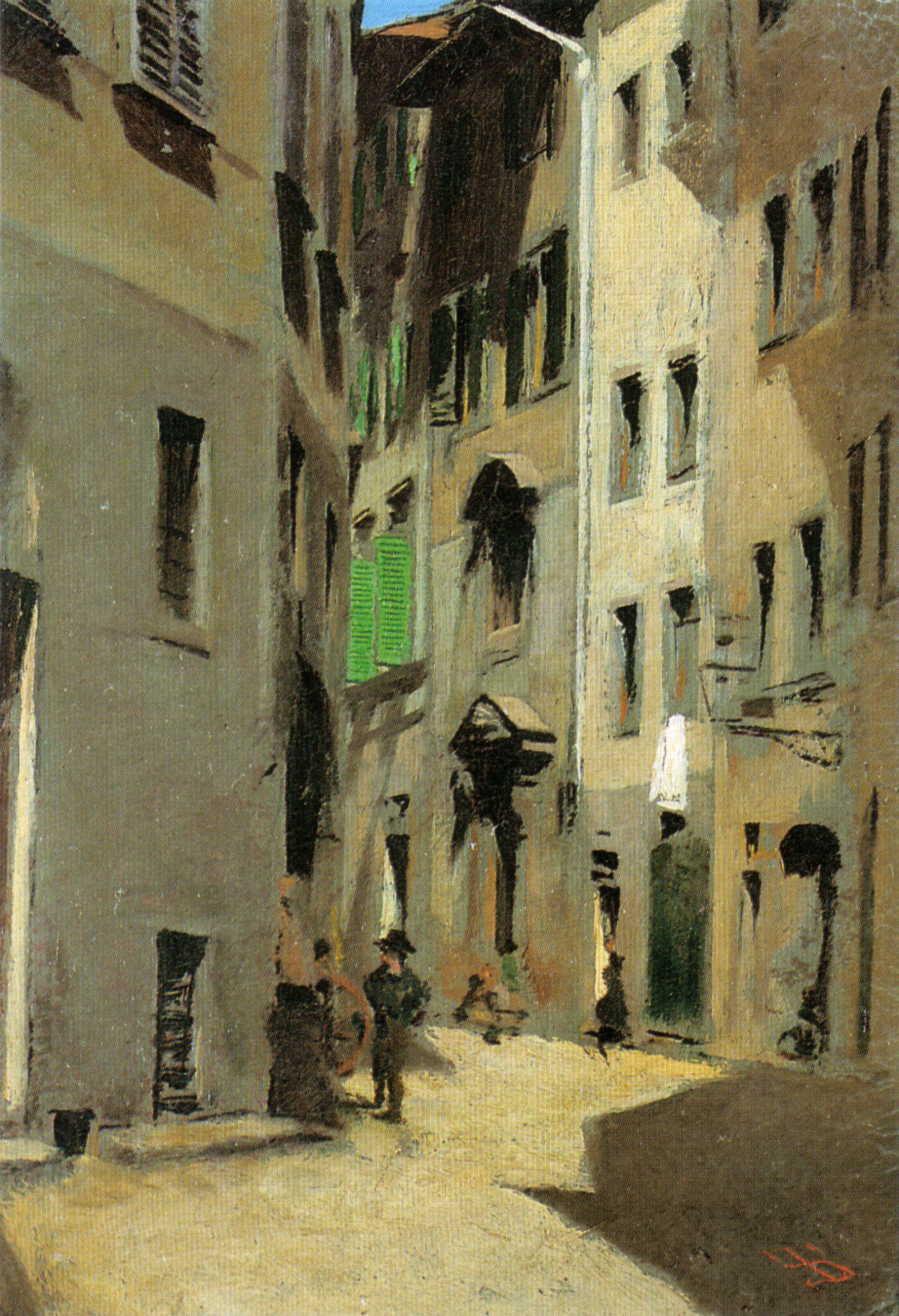
Via Torta, Firenze, 1870년경
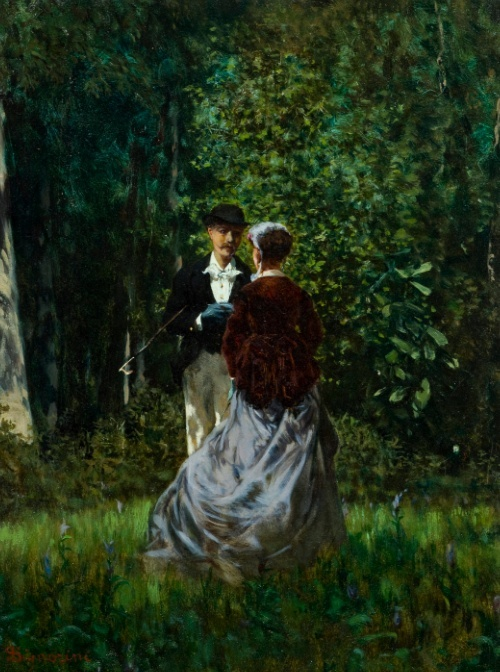
《숲에서의 만남》(Meeting in the woods), 1873년
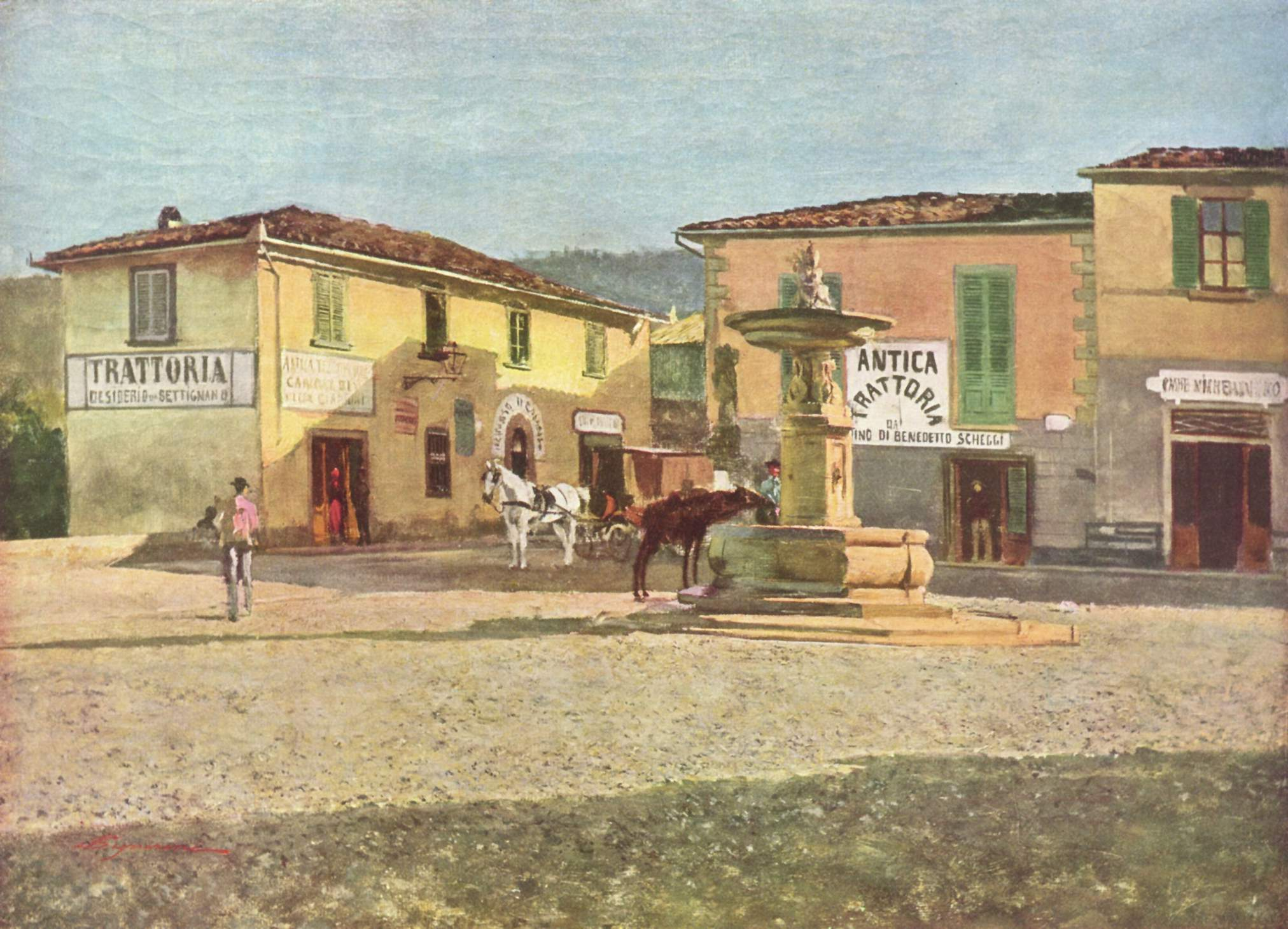
《세티냐노의 '피아제타'(작은 광장) 전경》, 1880년경
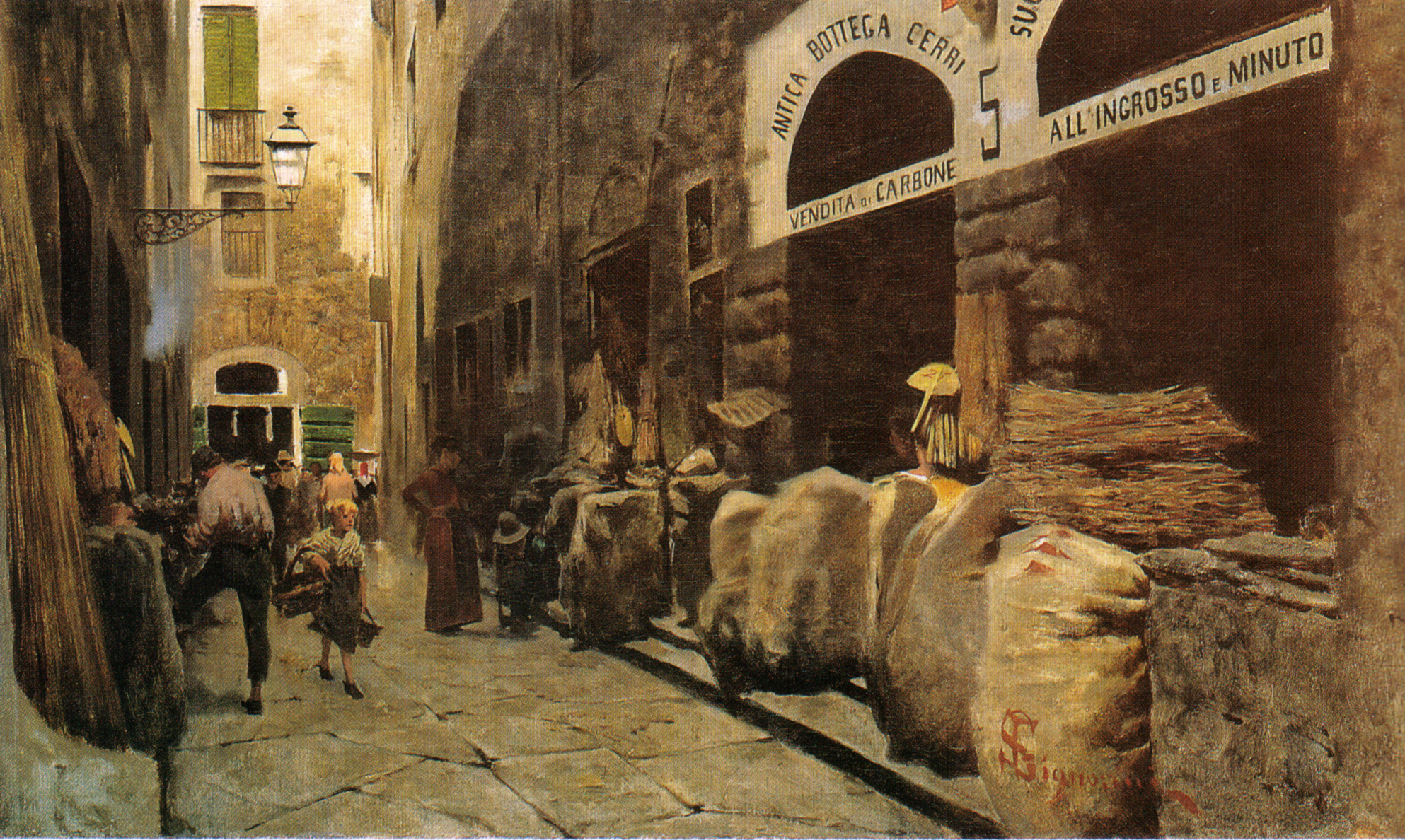
La Via del fuoco, 1881년
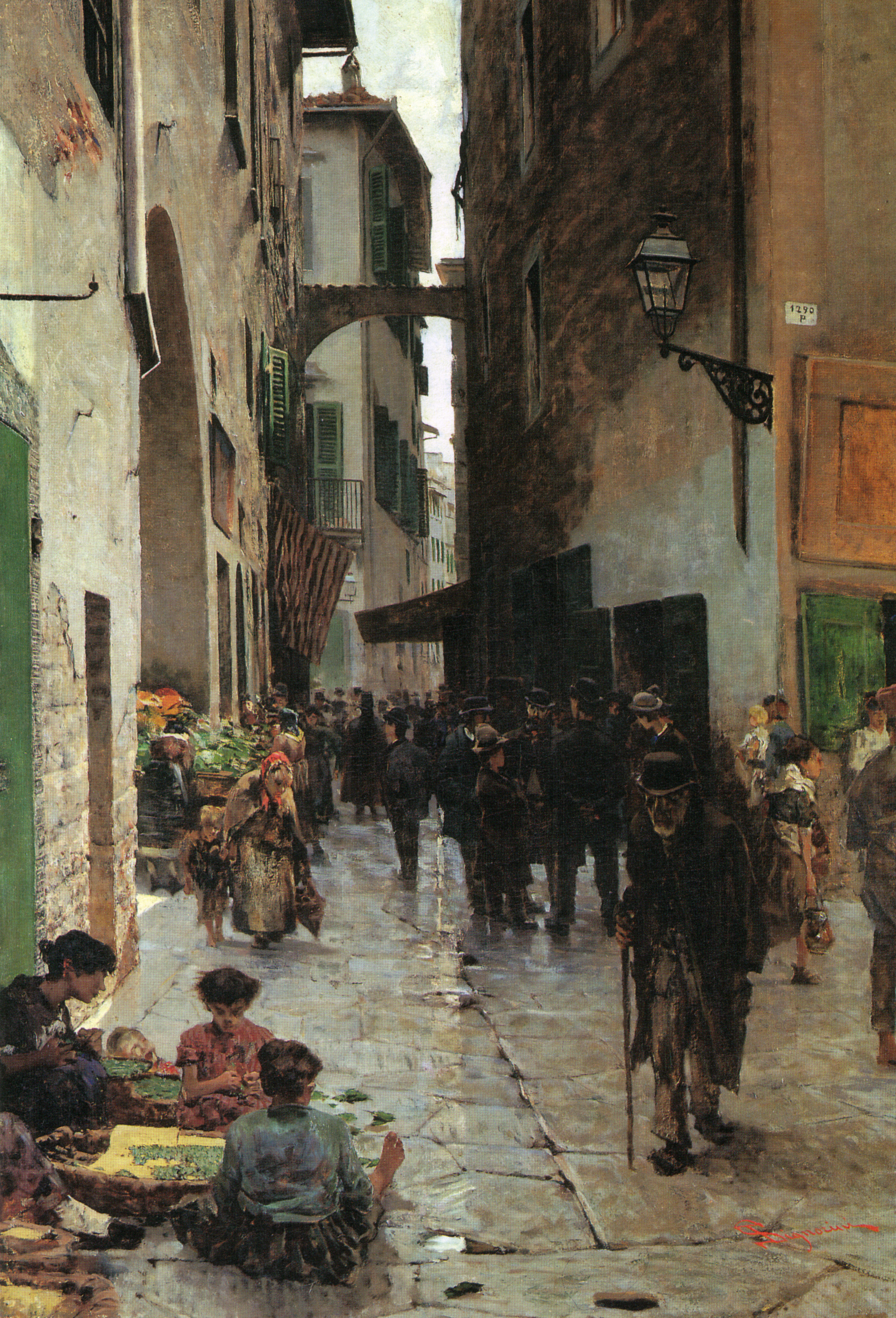
《피렌체의 빈민가》, 1882년
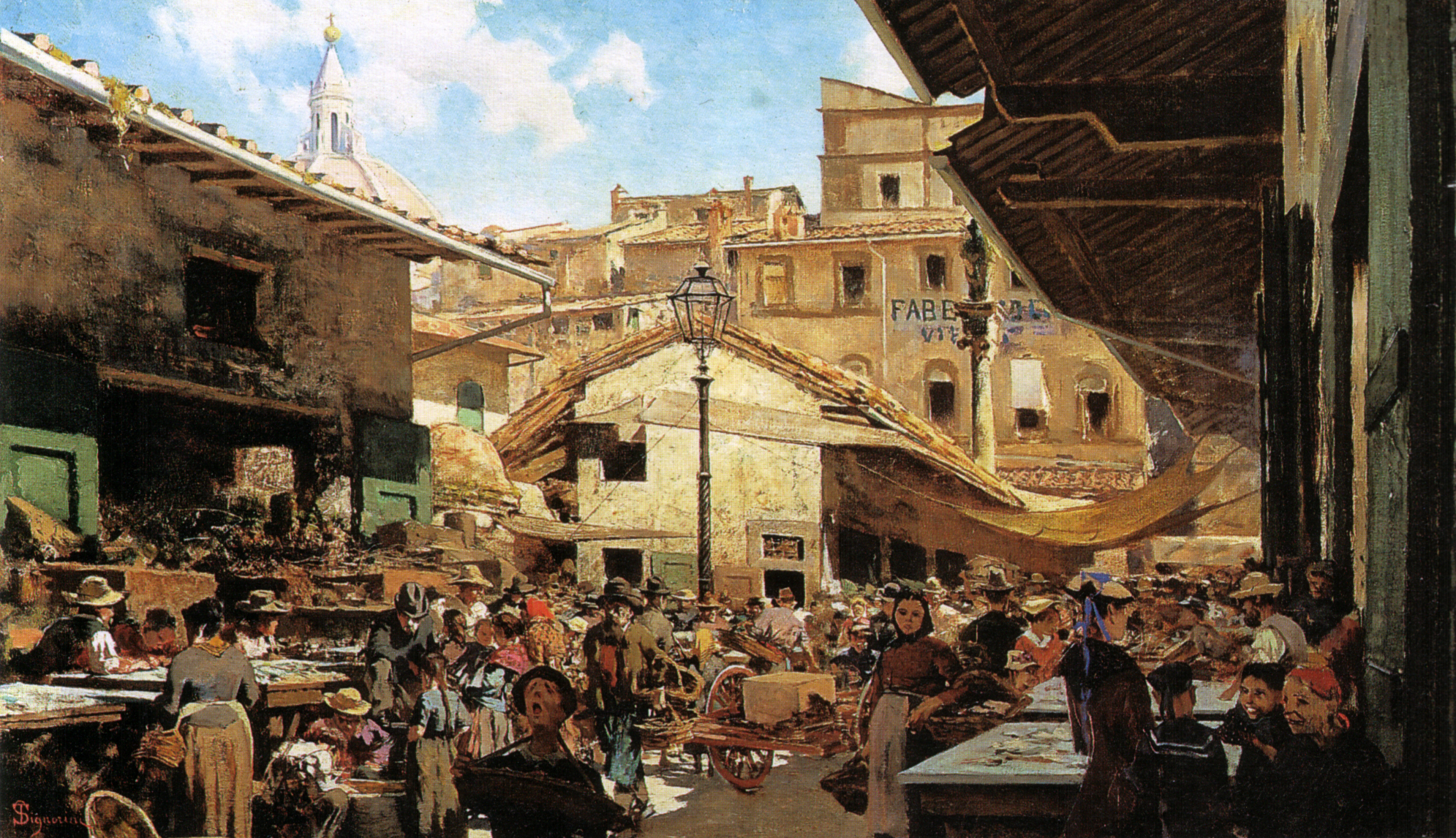
《피렌체의 베키오 시장》, 1882년~1883년
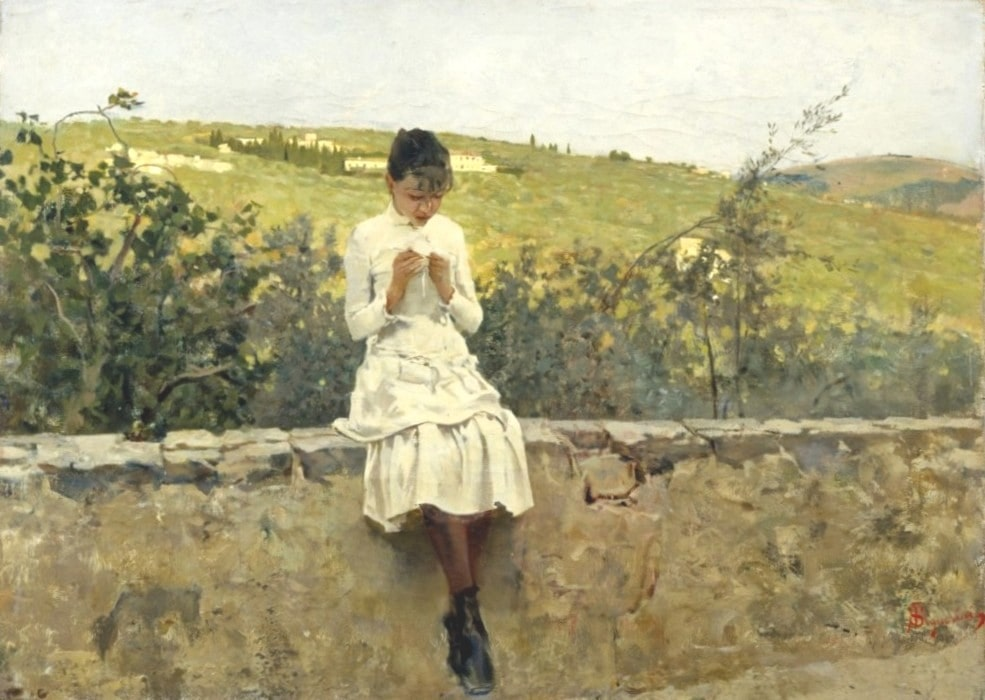
《세티냐노의 언덕》, 1885년
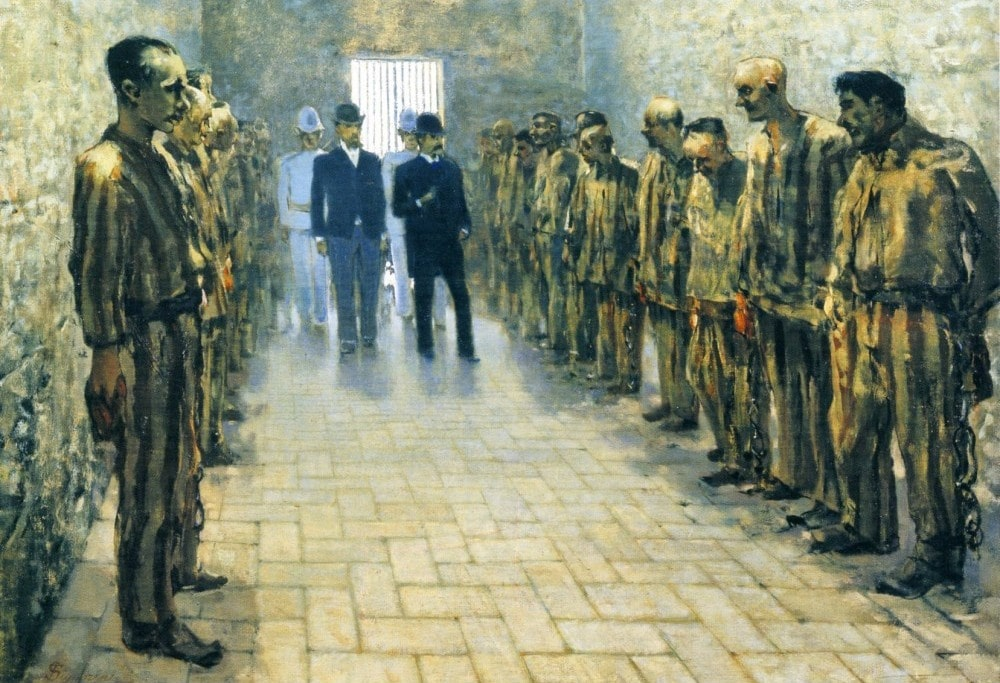
《포르토페라이오 죄수들을 위한 목욕》, 1890년
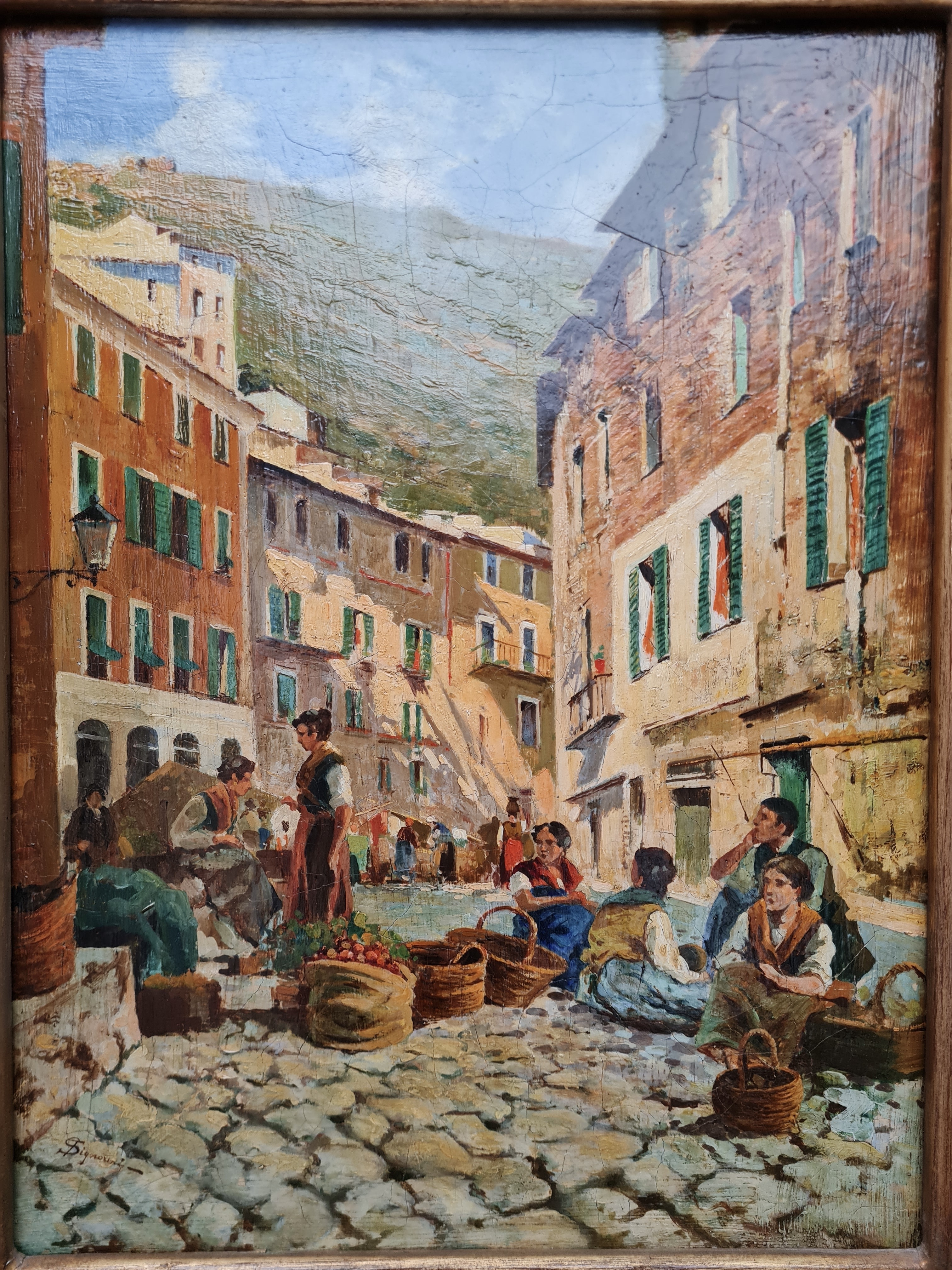
A riposo a Riomaggiore, 1892년~1894년